# Juventus Football Club 1994-1995
Questa voce raccoglie le informazioni riguardanti la Juventus Football Club nelle competizioni ufficiali della stagione 1994-1995.

## Stagione
(Marcello Lippi, luglio 1994)

Il nuovo allenatore Marcello Lippi tra i due volti nuovi del centrocampo bianconero, il francese Didier Deschamps (a sinistra) e il portoghese Paulo Sousa (a destra), al raduno della squadra nell'estate 1994.

Dopo oltre un ventennio, la Juventus chiuse l'era manageriale di Boniperti ristrutturandosi con un nuovo assetto dirigenziale: nacque la cosiddetta Triade, formata dal direttore generale Luciano Moggi, dall'amministratore delegato Antonio Giraudo e dal vicepresidente Roberto Bettega, quest'ultimo già bandiera bianconera da giocatore. Per la panchina venne scelto l'emergente Marcello Lippi, che archiviò definitivamente l'epoca di Trapattoni. Il centrocampo della squadra fu rivoluzionato con gli arrivi del portoghese Paulo Sousa e del francese Deschamps, più il promettente Tacchinardi; la difesa venne puntellata con Ferrara, mentre in avanti un giovane Del Piero si ritagliò definitivamente un posto in prima squadra.
La nuova dirigenza si occuperà anche di importanti questioni fuori dal rettangolo di gioco: è infatti in questo periodo che il club, alle prese con il «problema» dello stadio delle Alpi, iniziò a concepire in primis l'idea di un nuovo impianto di proprietà, poi parte di una vera e propria cittadella juventina con museo, sede societaria e centro d'allenamento; entrambi i progetti arriverranno a compimento solo due decenni più tardi. Sempre sul versante immobiliare, la Juventus abbandonò il centro Sisport di Orbassano, sede d'allenamento nel precedente quadriennio, per fare ritorno a Torino, usufruendo delle strutture dell'ormai dismesso stadio Comunale; già nel decennio 1933-1943 l'impianto era stato utilizzato dal club come campo d'allenamento, ma parallelamente alla pratica agonistica.

Da sinistra: gli attaccanti Fabrizio Ravanelli, massimo goleador stagionale dei torinesi (30) ed emerso definitivamente ad alti livelli, e Gianluca Vialli, miglior marcatore della squadra in campionato (17) e finalmente protagonista in bianconero dopo un altalenante biennio.

In campionato – il primo della storia ad attribuire i tre punti per la vittoria –, la rinnovata Juventus si trovò inizialmente a dover inseguire il lanciato Parma di Nevio Scala, rampante provinciale ormai divenuta solida realtà del calcio anni novanta. Nel mese di novembre la squadra torinese, in costante crescita dopo l'iniziale rodaggio, riuscì a recuperare terreno nei confronti degli emiliani. Sul finire dell'anno solare i bianconeri, pur privati dell'apporto del loro capitano Roberto Baggio, seriamente infortunatosi il 27 novembre 1994 a Padova e destinato a rimanere per cinque mesi lontano dai campi, emersero prepotentemente grazie soprattutto al ventenne Del Piero, esploso in poche settimane ai massimi livelli, nonché a un Vialli lontano parente dello spento attaccante visto nel recente biennio, completamente rigenerato dalla cura-Lippi; i due furono tra le principali pedine su cui la Juventus puntò per la rincorsa al titolo, assieme alla definitiva affermazione del panzer Ravanelli e del portiere Peruzzi – di lì a breve punti fermi della nazionale italiana – oltreché alla solidità del duo di centrocampo Sousa-Deschamps.
Il 4 dicembre i torinesi, negli ultimi 20' di gioco, rimontarono da 0-2 a 3-2 la Fiorentina al Delle Alpi grazie a un'invenzione allo scadere proprio di Del Piero – un pallonetto al volo rimasto negli annali – mentre l'11 dello stesso mese, dopo la vittoriosa trasferta contro la Lazio (4-3), guadagnarono la vetta solitaria della classifica con, peraltro, una gara in meno (il derby annullato a causa dell'alluvione piemontese di novembre) rispetto alle avversarie. Nonostante il passo falso della settimana seguente con il Genoa, per un gol fantasma di Galante nel finale di partita, il 1995 si aprì con il successo sui ducali nello scontro diretto dell'8 gennaio al Tardini (3-1), che spinse l'undici bianconero verso il simbolico titolo d'inverno.

In un Delle Alpi gremito, il capitano Roberto Baggio viene festeggiato dai tifosi dopo il netto successo sui rivali del (4-0), il 21 maggio 1995, che valse la vittoria dello scudetto tornato sulle maglie bianconere dopo nove anni.

Tra febbraio e marzo, sfruttando la nuova regola dei tre punti una spregiudicata Juventus, sempre votata all'attacco, seppe accumulare un considerevole vantaggio; sicché gli uomini di Lippi non risentirono troppo delle inattese sconfitte nelle due stracittadine nonché nella partita interna contro il neopromosso Padova. La Vecchia Signora, nelle domeniche successive, amministrò il vantaggio conquistando matematicamente il tricolore il 21 maggio, con due turni d'anticipo, battendo al Delle Alpi un ormai sfiduciato Parma con un netto 4-0. Per la Juventus fu il ventitreesimo scudetto, un'affermazione che si faceva attendere ormai da nove stagioni: un successo che i calciatori bianconeri dedicarono al loro compagno di squadra Andrea Fortunato, promettente terzino scomparso il 25 aprile, neanche ventiquattrenne, dopo aver lottato per quasi un anno contro la leucemia.
Il dualismo con gli emiliani si estese anche alle finali di coppa, egemonizzando il calcio italiano ed europeo di questa stagione. La Juventus realizzò il secondo double nazionale della sua storia – dopo l'allora unico precedente del 1959-1960 – mettendo in bacheca la nona Coppa Italia, superando i gialloblù sia nell'andata a Torino (1-0) sia nel ritorno a Parma (2-0), mentre dovette cedere ai ducali la finale di Coppa UEFA, punita dall'ex Dino Baggio che andò a segno sia nella sconfitta del Tardini all'andata sia nell'inutile pareggio nel retour match di San Siro: il club bianconero aveva infatti scelto di giocare le gare casalinghe di semifinale e finale di Coppa a Milano – una mossa «senza precedenti nella storia juventina» –, al culmine delle summenzionate frizioni con l'ambiente torinese per la gestione del Delle Alpi e relativi introiti commerciali. Per quanto riguarda le statistiche, nell'andata dei trentaduesimi del torneo, Ravanelli marcò una storica cinquina nel 5-1 casalingo al CSKA Sofia, tuttora un primato bianconero in campo europeo. Sempre Ravanelli, miglior fromboliere stagionale di Madama con 30 gol, si laureò, in coabitazione con il parmense Branca, capocannoniere della Coppa Italia, quinto bianconero nella storia.

## Divise e sponsor

L'emergente fantasista Alessandro Del Piero con la seconda divisa portata al debutto in questa stagione, blu con «stellone» gialle sulle spalle, presto diventata un «instant classic» tra le maglie juventine.

Lo sponsor tecnico per la stagione 1994-1995 fu Kappa, mentre lo sponsor ufficiale fu Danone.
Dopo anni di divise nel solco della tradizione, in quest'annata la maglia casalinga juventina andò incontro a una decisa innovazione, pur mantenendo un approccio stilistico abbastanza classico: per la prima volta in quasi un secolo debuttò sulla casacca lo stemma societario, inserito in piccolo nello scollo del colletto, così come scomparve la «scatolina» che dalla stagione 1982-1983 inglobava le due stelle, ora "libere" tra le strisce bianconere; novità anche per quanto concerne l'inserimento del jersey sponsor, per la prima volta in casa juventina riportato con i suoi colori aziendali.
Simile rivoluzione in trasferta, con l'annata che portò al debutto quella che divenne un «instant classic» tra le seconde divise dei piemontesi: tornò infatti il completo blu già visto negli anni 1970 e 1980, il quale tuttavia ruppe con il passato grazie a due grandi «stellone» gialle – a richiamare il distintivo sportivo – posizionate sopra le spalle; a differenza della maglia casalinga, inoltre, qui lo stemma juventino venne riportato in normali dimensioni nella canonica posizione sul lato sinistro del petto. Il medesimo template fu utilizzato anche per la misconosciuta terza divisa, un completo spezzato giallonero mai sfoggiato in gare ufficiali, e visto in campo unicamente il 14 giugno 1995 al Menti di Vicenza per un'amichevole celebrativa della promozione in Serie A del Vicenza.
| Casa | Trasferta | Terza divisa |

Ancora il succitato template «stellato» venne utilizzato come calco per le divise dei portieri, le quali peraltro – per la prima volta nella storia del club – divennero parte integrante della fornitura tecnica stagionale: per gli estremi difensori juventini vennero approntate due varianti, la prima in toni di grigio, e la seconda gialloblù, quest'ultima cromaticamente all'opposto della seconda divisa della squadra.
| 1ª portiere | 2ª portiere |

## Organigramma societario
Area direttiva
- Presidente: Vittorio Chiusano
- Vicepresidente: Roberto Bettega
- Amministratore delegato: Antonio Giraudo
- Direttore generale: Luciano Moggi

Area organizzativa
- Responsabile marketing e relazioni esterne: Romy Gai
- Responsabile settore giovanile: Sergio Secco
- Addetto stampa: Daniele Boaglio

Area tecnica
- Allenatore: Marcello Lippi
- Allenatore in seconda: Narciso Pezzotti
- Preparatore atletico: Gian Piero Ventrone
- Preparatore dei portieri: Ivano Bordon
- Allenatore Juventus Primavera: Antonello Cuccureddu
- Responsabile osservatori: Andrea Orlandini

Area sanitaria
- Responsabile settore medico: Riccardo Agricola
- Massaggiatore: Sergio Giunta

## Rosa
| N. |                     | Ruolo | Calciatore            |
| -- | ------------------- | ----- | --------------------- |
|    | Italia (bandiera)   | P     | Angelo Peruzzi        |
|    | Italia (bandiera)   | P     | Michelangelo Rampulla |
|    | Italia (bandiera)   | P     | Lorenzo Squizzi       |
|    | Italia (bandiera)   | D     | Massimo Carrera       |
|    | Italia (bandiera)   | D     | Ciro Ferrara          |
|    | Italia (bandiera)   | D     | Andrea Fortunato      |
|    | Germania (bandiera) | D     | Jürgen Kohler         |
|    | Italia (bandiera)   | D     | Alessandro Orlando    |
|    | Italia (bandiera)   | D     | Sergio Porrini        |
|    | Italia (bandiera)   | D     | Luigi Sartor          |
|    | Italia (bandiera)   | D     | Moreno Torricelli     |
|    | Italia (bandiera)   | C     | Antonio Conte         |
|    | Francia (bandiera)  | C     | Didier Deschamps      |
|    | Italia (bandiera)   | C     | Angelo Di Livio       |

| N. |                       | Ruolo | Calciatore                      |
| -- | --------------------- | ----- | ------------------------------- |
|    | Italia (bandiera)     | C     | Luca Fusi                       |
|    | Croazia (bandiera)    | C     | Robert Jarni                    |
|    | Italia (bandiera)     | C     | Giancarlo Marocchi              |
|    | Portogallo (bandiera) | C     | Paulo Sousa                     |
|    | Italia (bandiera)     | C     | Alessio Tacchinardi             |
|    | Italia (bandiera)     | C     | Simone Tognon                   |
|    | Italia (bandiera)     | A     | Roberto Baggio (capitano)       |
|    | Italia (bandiera)     | A     | Alessandro Del Piero            |
|    | Italia (bandiera)     | A     | Paolo Di Canio                  |
|    | Italia (bandiera)     | A     | Enrico Fantini                  |
|    | Italia (bandiera)     | A     | Corrado Grabbi                  |
|    | Italia (bandiera)     | A     | Fabrizio Ravanelli              |
|    | Italia (bandiera)     | A     | Gianluca Vialli (vice capitano) |

## Calciomercato

### Sessione estiva (dall'1/7 al 31/8)
| Acquisti | Acquisti            | Acquisti            | Acquisti                    |
| R.       | Nome                | da                  | Modalità                    |
| -------- | ------------------- | ------------------- | --------------------------- |
| C        | Paulo Sousa         | Sporting Lisbona    | definitivo (10 miliardi ₤)  |
| C        | Didier Deschamps    | Olympique Marsiglia | svincolato (2 miliardi ₤)   |
| D        | Ciro Ferrara        | Napoli              | definitivo (9,4 miliardi ₤) |
| C        | Alessio Tacchinardi | Atalanta            | definitivo                  |
| C        | Luca Fusi           | Torino              | definitivo                  |
| C        | Robert Jarni        | Torino              | definitivo                  |

| Cessioni | Cessioni             | Cessioni          | Cessioni   |
| R.       | Nome                 | a                 | Modalità   |
| -------- | -------------------- | ----------------- | ---------- |
| D        | Dino Baggio          | Parma             | definitivo |
| C        | Andreas Möller       | Borussia Dortmund | definitivo |
| D        | Julio Cesar          | Borussia Dortmund | definitivo |
| A        | Zoran Ban            | Belenenses        | definitivo |
| A        | Fabrizio Cammarata   | Verona            | definitivo |
| D        | Alessandro Dal Canto | Vicenza           | definitivo |
| C        | Loris Del Nevo       | Ascoli            | definitivo |
| C        | Jonathan Binotto     | Ascoli            | definitivo |
| C        | Roberto Galia        | Ascoli            | definitivo |
| C        | Christian Manfredini | Pistoiese         | prestito   |
| D        | Gianluca Francesconi | Genoa             | definitivo |
| D        | Massimiliano Notari  | Acireale          | prestito   |
| P        | Fabio Marchioro      | Bologna           | definitivo |

### Sessione autunnale
| Acquisti | Acquisti           | Acquisti | Acquisti   |
| R.       | Nome               | da       | Modalità   |
| -------- | ------------------ | -------- | ---------- |
| D        | Alessandro Orlando | Milan    | definitivo |

| Cessioni | Cessioni       | Cessioni | Cessioni   |
| R.       | Nome           | a        | Modalità   |
| -------- | -------------- | -------- | ---------- |
| A        | Paolo Di Canio | Milan    | definitivo |
| D        | Luigi Sartor   | Vicenza  | definitivo |

## Risultati

### Serie A

#### Girone di andata
| Arbitro: | Braschi (Prato) |

|               |           |           |
| Schenardi 80’ | Marcatori | 55’ Conte |

| Arbitro: | Rosica (Roma) |

|                       |           |  |
| Vialli 66’ Kohler 82’ | Marcatori |  |

| Arbitro: | Collina (Viareggio) |

|  |           |                             |
|  | Marcatori | 32’ Ravanelli 72’ Del Piero |

| Arbitro: | Amendolia (Messina) |

|              |           |  |
| Di Livio 34’ | Marcatori |  |

| Torino 2 ottobre 1994, ore 20:30 CET 5ª giornata | Juventus        | 0 – 0 referto | Inter | Stadio delle Alpi\| Arbitro: \| Boggi (Salerno) \| |
| Arbitro:                                         | Boggi (Salerno) |               |       |                                                    |

| Arbitro: | Cesari (Genova) |

|                    |           |  |
| Bresciani 39’, 76’ | Marcatori |  |

| Arbitro: | Nicchi (Arezzo) |

|             |           |                       |
| Pedroni 80’ | Marcatori | 39’ Vialli 43’ Baggio |

| Arbitro: | Collina (Viareggio) |

|            |           |  |
| Baggio 43’ | Marcatori |  |

| Arbitro: | Amendolia (Messina) |

|                                |           |                |
| Rizzitelli 6’, 30’ Angloma 38’ | Marcatori | 8’, 33’ Vialli |

| Arbitro: | Quartuccio (Torre Annunziata) |

|                               |           |             |
| Vialli 23’, 68’ Del Piero 85’ | Marcatori | 4’ Padovano |

| Arbitro: | Rosica (Roma) |

|           |           |                          |
| Kreek 68’ | Marcatori | 30’ Baggio 80’ Ravanelli |

| Arbitro: | Stafoggia (Pesaro) |

|                               |           |                        |
| Vialli 73’, 76’ Del Piero 87’ | Marcatori | 24’ Baiano 35’ Carbone |

| Arbitro: | Bazzoli (Merano) |

|                                        |           |                                            |
| Rambaudi 20’ Casiraghi 83’ Fuser 90+3’ | Marcatori | 37’, 77’ Del Piero 53’ Marocchi 81’ Grabbi |

| Arbitro: | Rodomonti (Teramo) |

|               |           |             |
| Ravanelli 76’ | Marcatori | 88’ Galante |

| Arbitro: | Ceccarini (Livorno) |

|               |           |                                     |
| D. Baggio 57’ | Marcatori | 61’ Sousa 70’, 74’ (rig.) Ravanelli |

| Arbitro: | Stafoggia (Pesaro) |

|                                      |           |  |
| Ravanelli 32’, 81’ (rig.) Vialli 84’ | Marcatori |  |

| Arbitro: | Braschi (Prato) |

|                                                     |           |  |
| Oliveira 6’ (rig.) Dely Valdés 52’ Muzzi 65’ (rig.) | Marcatori |  |

#### Girone di ritorno
| Arbitro: | Racalbuto (Gallarate) |

|                                 |           |                   |
| Del Piero 34’ Vialli 89’ (rig.) | Marcatori | 10’ (rig.) Corini |

| Arbitro: | Beschin (Legnago) |

|  |           |                                    |
|  | Marcatori | 41’ (rig.) Del Piero 90+3’ Ferrara |

| Arbitro: | Cardona (Milano) |

|               |           |  |
| Ravanelli 78’ | Marcatori |  |

| Arbitro: | Boggi (Salerno) |

|  |           |            |
|  | Marcatori | 80’ Vialli |

| Milano 5 marzo 1995, ore 15:00 CET 22ª giornata | Inter           | 0 – 0 referto | Juventus | Stadio Giuseppe Meazza\| Arbitro: \| Bettin (Padova) \| |
| Arbitro:                                        | Bettin (Padova) |               |          |                                                         |

| Arbitro: | Beschin (Legnago) |

|                          |           |  |
| Ravanelli 57’ Baggio 63’ | Marcatori |  |

| Arbitro: | Bolognino (Milano) |

|            |           |  |
| Vialli 72’ | Marcatori |  |

| Arbitro: | Boggi (Salerno) |

|  |           |                          |
|  | Marcatori | 41’ Ravanelli 84’ Vialli |

| Arbitro: | Cesari (Genova) |

|                        |           |                    |
| Maltagliati 23’ (aut.) | Marcatori | 6’, 33’ Rizzitelli |

| Arbitro: | Treossi (Forlì) |

|                     |           |                |
| Padovano 26’ (rig.) | Marcatori | 6’, 47’ Baggio |

| Arbitro: | Borriello (Mantova) |

|  |           |           |
|  | Marcatori | 77’ Kreek |

| Arbitro: | Stafoggia (Pesaro) |

|               |           |                                                        |
| Batistuta 70’ | Marcatori | 7’ Vialli 68’ (rig.) Baggio 85’ Ravanelli 86’ Marocchi |

| Arbitro: | Nicchi (Arezzo) |

|  |           |                                         |
|  | Marcatori | 72’ Di Matteo 89’ Bokšić 90+2’ Venturin |

| Arbitro: | Collina (Viareggio) |

|  |           |                                                        |
|  | Marcatori | 52’ (rig.) Baggio 62’ Ravanelli 80’ Jarni 90+1’ Vialli |

| Arbitro: | Ceccarini (Livorno) |

|                                             |           |  |
| Ravanelli 11’, 68’ Deschamps 37’ Vialli 64’ | Marcatori |  |

| Arbitro: | Beschin (Legnago) |

|                                                     |           |  |
| Tacchinardi 10’ (aut.) Fonseca 70’ (rig.) Balbo 75’ | Marcatori |  |

| Arbitro: | Nicchi (Arezzo) |

|                                        |           |             |
| Del Piero 20’ Vialli 66’ Ravanelli 88’ | Marcatori | 60’ Allegri |

### Coppa Italia

#### Turni eliminatori
| Torino 31 agosto 1994, ore 20:30 CEST Secondo turno - Andata | Juventus          | 0 – 0 referto | Chievo | Stadio delle Alpi\| Arbitro: \| Bonfrisco (Monza) \| |
| Arbitro:                                                     | Bonfrisco (Monza) |               |        |                                                      |

| Arbitro: | Boggi (Salerno) |

|               |           |                                               |
| Antonioli 69’ | Marcatori | 1’ Del Piero 12’ (rig.), 78’ (rig.) Ravanelli |

| Arbitro: | Braschi (Prato) |

|                         |           |  |
| Baggio 16’ Marocchi 55’ | Marcatori |  |

| Arbitro: | Bazzoli (Merano) |

|                           |           |            |
| Sgarbossa 74’ Accardi 80’ | Marcatori | 68’ Vialli |

#### Fase finale
| Arbitro: | Ceccarini (Livorno) |

|                                      |           |  |
| Vialli 23’, 35’ Ravanelli 90’ (rig.) | Marcatori |  |

| Arbitro: | Boggi (Salerno) |

|                                            |           |                      |
| Marocchi 21’ (aut.) Totti 36’ Cappioli 68’ | Marcatori | 27’ (rig.) Ravanelli |

| Arbitro: | Nicchi (Arezzo) |

|  |           |               |
|  | Marcatori | 83’ Ravanelli |

| Arbitro: | Braschi (Prato) |

|                                  |           |                  |
| Marocchi 47’ Baggio 90+1’ (rig.) | Marcatori | 15’ (aut.) Sousa |

| Arbitro: | Amendolia (Messina) |

|             |           |  |
| Porrini 10’ | Marcatori |  |

| Arbitro: | Collina (Viareggio) |

|  |           |                           |
|  | Marcatori | 26’ Porrini 54’ Ravanelli |

### Coppa UEFA
| Arbitro: | Röthlisberger |

|                                  |           |                           |
| Mihtarski 44’, 82’ Radukanov 70’ | Marcatori | 39’ Porrini 76’ Del Piero |

| Arbitro: | Puhl |

|                                   |           |               |
| Ravanelli 10’, 76’, 80’, 84’, 86’ | Marcatori | 90’ Mihtarski |

| Arbitro: | García-Aranda |

|  |           |               |
|  | Marcatori | 78’ Ravanelli |

| Arbitro: | Harrel |

|                    |           |           |
| Ravanelli 34’, 52’ | Marcatori | 80’ Alves |

| Arbitro: | Mottram |

|            |           |                          |
| Binder 55’ | Marcatori | 8’ Conte 15’, 41’ Baggio |

| Arbitro: | Levnikov |

|                        |           |            |
| Ferrara 17’ Vialli 86’ | Marcatori | 73’ Wimmer |

| Arbitro: | Mikkelsen |

|            |           |              |
| Furtok 73’ | Marcatori | 37’ Marocchi |

| Arbitro: | Díaz Vega |

|                                       |           |  |
| Conte 77’ Ravanelli 86’ Del Piero 89’ | Marcatori |  |

| Arbitro: | Batta |

|                              |           |                      |
| Baggio 27’ (rig.) Kohler 88’ | Marcatori | 8’ Reuter 70’ Möller |

| Arbitro: | Van der Ende |

|                |           |                       |
| Júlio César 9’ | Marcatori | 6’ Porrini 30’ Baggio |

| Arbitro: | López Nieto |

|              |           |  |
| D. Baggio 5’ | Marcatori |  |

| Arbitro: | Van den Wijngaert |

|            |           |               |
| Vialli 35’ | Marcatori | 53’ D. Baggio |

## Statistiche

### Statistiche di squadra
| Competizione | Punti | In casa | In casa | In casa | In casa | In casa | In casa | In trasferta | In trasferta | In trasferta | In trasferta | In trasferta | In trasferta | Totale | Totale | Totale | Totale | Totale | Totale | DR  |
| Competizione | Punti | G       | V       | N       | P       | Gf      | Gs      | G            | V            | N            | P            | Gf           | Gs           | G      | V      | N      | P      | Gf     | Gs     | DR  |
| ------------ | ----- | ------- | ------- | ------- | ------- | ------- | ------- | ------------ | ------------ | ------------ | ------------ | ------------ | ------------ | ------ | ------ | ------ | ------ | ------ | ------ | --- |
| Serie A      | 73    | 17      | 12      | 2       | 3       | 28      | 12      | 17           | 11           | 2            | 4            | 31           | 20           | 34     | 23     | 4      | 7      | 59     | 32     | +27 |
| Coppa Italia | -     | 5       | 4       | 1       | 0       | 8       | 1       | 5            | 3            | 0            | 2            | 8            | 6            | 10     | 7      | 1      | 2      | 16     | 7      | +9  |
| Coppa UEFA   | -     | 6       | 4       | 2       | 0       | 15      | 6       | 6            | 4            | 1            | 1            | 10           | 4            | 12     | 8      | 3      | 1      | 25     | 10     | +15 |
| Totale       | -     | 28      | 20      | 5       | 3       | 51      | 19      | 28           | 18           | 3            | 7            | 49           | 30           | 56     | 38     | 8      | 10     | 100    | 49     | +51 |

### Andamento in campionato
| Giornata  | 1 | 2 | 3 | 4 | 5 | 6 | 7 | 8 | 9 | 10 | 11 | 12 | 13 | 14 | 15 | 16 | 17 | 18 | 19 | 20 | 21 | 22 | 23 | 24 | 25 | 26 | 27 | 28 | 29 | 30 | 31 | 32 | 33 | 34 |
| --------- | - | - | - | - | - | - | - | - | - | -- | -- | -- | -- | -- | -- | -- | -- | -- | -- | -- | -- | -- | -- | -- | -- | -- | -- | -- | -- | -- | -- | -- | -- | -- |
| Luogo     | T | C | T | C | C | T | T | C | T | C  | T  | C  | T  | C  | T  | C  | T  | C  | T  | C  | T  | T  | C  | C  | T  | C  | T  | C  | T  | C  | T  | C  | T  | C  |
| Risultato | N | V | V | V | N | P | V | V | P | V  | V  | V  | V  | N  | V  | V  | P  | V  | V  | V  | V  | N  | V  | V  | V  | P  | V  | P  | V  | P  | V  | V  | P  | V  |
| Posizione | 8 | 5 | 2 | 1 | 3 | 3 | 3 | 2 | 4 | 4  | 2  | 2  | 1  | 2  | 1  | 1  | 1  | 1  | 1  | 1  | 1  | 1  | 1  | 1  | 1  | 1  | 1  | 1  | 1  | 1  | 1  | 1  | 1  | 1  |

Fonte:  Serie A 1994/1995, su calcio.com.
Legenda:

Luogo: C = Casa; T = Trasferta. Risultato: V = Vittoria; N = Pareggio; P = Sconfitta.

### Statistiche dei giocatori
| Giocatore      | Serie A  | Serie A | Serie A     | Serie A    | Coppa Italia | Coppa Italia | Coppa Italia | Coppa Italia | Coppa UEFA | Coppa UEFA | Coppa UEFA  | Coppa UEFA | Totale   | Totale | Totale      | Totale     |
| Giocatore      | Presenze | Reti    | Ammonizioni | Espulsioni | Presenze     | Reti         | Ammonizioni  | Espulsioni   | Presenze   | Reti       | Ammonizioni | Espulsioni | Presenze | Reti   | Ammonizioni | Espulsioni |
| -------------- | -------- | ------- | ----------- | ---------- | ------------ | ------------ | ------------ | ------------ | ---------- | ---------- | ----------- | ---------- | -------- | ------ | ----------- | ---------- |
| R. Baggio      | 17       | 8       | ?           | ?          | 4            | 2            | ?            | ?            | 8          | 4          | ?           | ?          | 29       | 14     | ?           | ?          |
| M. Carrera     | 19       | 0       | ?           | ?          | 5            | 0            | ?            | ?            | 7          | 0          | ?           | ?          | 31       | 0      | ?           | ?          |
| A. Conte       | 23       | 1       | ?           | ?          | 4            | 0            | ?            | ?            | 5          | 2          | ?           | ?          | 32       | 3      | ?           | ?          |
| A. Del Piero   | 29       | 8       | ?           | ?          | 10           | 1            | ?            | ?            | 11         | 2          | ?           | ?          | 50       | 11     | ?           | ?          |
| D. Deschamps   | 14       | 1       | ?           | ?          | 3            | 0            | ?            | ?            | 6          | 0          | ?           | ?          | 23       | 1      | ?           | ?          |
| P. Di Canio    | -        | -       | -           | -          | -            | -            | -            | -            | -          | -          | -           | -          | -        | -      | -           | -          |
| A. Di Livio    | 27       | 1       | ?           | ?          | 9            | 0            | ?            | ?            | 10         | 0          | ?           | ?          | 46       | 1      | ?           | ?          |
| E. Fantini     | 1        | 0       | ?           | ?          | -            | -            | -            | -            | -          | -          | -           | -          | 1        | 0      | 0+          | 0+         |
| C. Ferrara     | 33       | 1       | ?           | ?          | 7            | 0            | ?            | ?            | 9          | 1          | ?           | ?          | 49       | 2      | ?           | ?          |
| L. Fusi        | 10       | 0       | ?           | ?          | 6            | 0            | ?            | ?            | 6          | 0          | ?           | ?          | 22       | 0      | ?           | ?          |
| C. Grabbi      | 2        | 1       | ?           | ?          | 1            | 0            | ?            | ?            | 1          | 0          | ?           | ?          | 4        | 1      | ?           | ?          |
| R. Jarni       | 15       | 1       | ?           | ?          | 6            | 0            | ?            | ?            | 9          | 0          | ?           | ?          | 30       | 1      | ?           | ?          |
| J. Kohler      | 19       | 1       | ?           | ?          | 5            | 0            | ?            | ?            | 5          | 1          | ?           | ?          | 29       | 2      | ?           | ?          |
| G. Marocchi    | 26       | 2       | ?           | ?          | 10           | 2            | ?            | ?            | 11         | 1          | ?           | ?          | 47       | 5      | ?           | ?          |
| A. Orlando     | 13       | 0       | ?           | ?          | 5            | 0            | ?            | ?            | -          | -          | -           | -          | 18       | 0      | 0+          | 0+         |
| A. Peruzzi     | 26       | -22     | ?           | ?          | 8            | -7           | ?            | ?            | 9          | -6         | ?           | ?          | 43       | -35    | ?           | ?          |
| S. Porrini     | 19       | 0       | ?           | ?          | 8            | 2            | ?            | ?            | 8          | 1          | ?           | ?          | 35       | 3      | ?           | ?          |
| M. Rampulla    | 9        | -10     | ?           | ?          | 4            | 0            | ?            | ?            | 4          | -4         | ?           | ?          | 17       | -14    | ?           | ?          |
| F. Ravanelli   | 33       | 15      | ?           | ?          | 9            | 6            | ?            | ?            | 11         | 9          | ?           | ?          | 53       | 30     | ?           | ?          |
| L. Sartor      | -        | -       | -           | -          | 1            | 0            | ?            | ?            | -          | -          | -           | -          | 1        | 0      | 0+          | 0+         |
| P. Sousa       | 26       | 1       | ?           | ?          | 6            | 0            | ?            | ?            | 10         | 0          | ?           | ?          | 42       | 1      | ?           | ?          |
| L. Squizzi     | 1        | 0       | ?           | ?          | 1            | 0            | ?            | ?            | -          | -          | -           | -          | 2        | 0      | 0+          | 0+         |
| A. Tacchinardi | 24       | 0       | ?           | ?          | 7            | 0            | ?            | ?            | 7          | 0          | ?           | ?          | 38       | 0      | ?           | ?          |
| S. Tognon      | 1        | 0       | ?           | ?          | -            | -            | -            | -            | -          | -          | -           | -          | 1        | 0      | 0+          | 0+         |
| M. Torricelli  | 26       | 0       | ?           | ?          | 6            | 0            | ?            | ?            | 9          | 0          | ?           | ?          | 41       | 0      | ?           | ?          |
| G. Vialli      | 30       | 17      | ?           | ?          | 7            | 3            | ?            | ?            | 9          | 2          | ?           | ?          | 46       | 22     | ?           | ?          |

## Giovanili

Il giovane Corrado Grabbi, rincalzo della prima squadra e numero dieci della squadra Primavera che vince la sua prima coppa di categoria.

### Organigramma
Area tecnica
Settore giovanile
- Primavera
  - Allenatore: Antonello Cuccureddu

### Piazzamenti
- Primavera:
  - Campionato: semifinale
  - Coppa Italia: vincitrice[58]
  - Torneo di Viareggio: quarti di finale